# Grasski-Juniorenweltmeisterschaft 2012
Die Grasski-Juniorenweltmeisterschaft 2012 fand vom 25. bis 29. Juli in Burbach im deutschen Bundesland Nordrhein-Westfalen statt. Alle Wettkämpfe wurden auf der Piste Weidekamp (Koordinaten: 50° 45′ 5″ Nord, 8° 6′ 45″ Ost) ausgetragen. Die Meisterschaft wurde vom Skiclub Burbach veranstaltet, Technischer Delegierter des Internationalen Skiverbandes FIS war der Österreicher Helmut Gruber, Rennleiter der Deutsche Heiko Eckermann.

## Teilnehmer
46 Sportler (30 Männer und 16 Frauen) aus 9 Nationen nahmen an der Juniorenweltmeisterschaft teil (in Klammer die Anzahl der Herren und Damen):
- Chinesisch Taipeh (2 + 1)
- Deutschland (6 + 3)
- Iran (2 + 0)
- Italien (5 + 1)
- Japan (3 + 1)
- Österreich (4 + 3)
- Schweiz (1 + 2)
- Tschechien (6 + 5)
- Vereinigte Staaten (1 + 0)

Der erfolgreichste Teilnehmer war wie schon bei der letzten Junioren-WM der Österreicher Hannes Angerer mit zwei Gold- und einer Silbermedaille. Jeweils zwei Gold- und eine Bronzemedaille gewannen Sascha Posch (Österreich) und Adéla Kettnerová (Tschechien).

## Medaillenspiegel
| Platz | Land        | Gold | Silber | Bronze | Gesamt |
| ----- | ----------- | ---- | ------ | ------ | ------ |
| 1     | Österreich  | 5    | 3      | 3      | 11     |
| 2     | Tschechien  | 2    | –      | 4      | 06     |
| 3     | Deutschland | 1    | 2      | –      | 03     |
| 4     | Iran        | –    | 2      | 1      | 03     |
| 5     | Italien     | –    | 1      | –      | 01     |

## Ergebnisse Herren

### Slalom
| Platz | Name              | Land | Zeit 1. | Zeit 2. | Gesamt  |
| ----- | ----------------- | ---- | ------- | ------- | ------- |
| 01    | Hannes Angerer    | AUT  | 27,10 s | 25,59 s | 52,69 s |
| 02    | Matteo Battocchi  | ITA  | 28,47 s | 25,93 s | 54,40 s |
| 03    | Tomáš Soltík      | CZE  | 28,16 s | 26,28 s | 54,44 s |
| 04    | Marco Schürch     | SUI  | 28,60 s | 26,60 s | 55,20 s |
| 05    | Marcel Knapp      | GER  | 29,03 s | 26,39 s | 55,42 s |
| 06    | Václav Jerošek    | CZE  | 29,31 s | 26,36 s | 55,67 s |
| 07    | Andreas Guttmann  | AUT  | 29,95 s | 25,97 s | 55,92 s |
| 08    | Nicholas Anziutti | ITA  | 29,35 s | 26,71 s | 56,06 s |
| 09    | Jan Jerošek       | CZE  | 29,36 s | 27,30 s | 56,66 s |
| 10    | Jacopo Facchin    | ITA  | 29,85 s | 26,99 s | 56,84 s |

Datum: 28. Juli 2012

Startzeit: 12:00 Uhr / 15:30 Uhr

Start: 513 m, Ziel: 435 m

Streckenlänge: 411 m, Höhenunterschied: 78 m

Tore/Richtungsänderungen 1. Lauf: 28/26

Tore/Richtungsänderungen 2. Lauf: 29/29

Wetter: bewölkt

Temperatur: 21 °C

Gewertet: 19 von 30 Läufern

### Riesenslalom
| Platz | Name                 | Land | Zeit 1. | Zeit 2. | Gesamt      |
| ----- | -------------------- | ---- | ------- | ------- | ----------- |
| 01    | Sascha Posch         | AUT  | 30,16 s | 32,30 s | 1:02,46 min |
| 02    | Seyed Morteza Jafari | IRN  | 30,62 s | 32,82 s | 1:03,44 min |
| 03    | Andreas Guttmann     | AUT  | 31,34 s | 32,70 s | 1:04,04 min |
| 04    | Hannes Angerer       | AUT  | 31,32 s | 33,30 s | 1:04,62 min |
| 05    | Matteo Battocchi     | ITA  | 31,30 s | 33,43 s | 1:04,73 min |
| 06    | Mahdi Sologhani      | IRN  | 31,71 s | 33,12 s | 1:04,83 min |
| 07    | Marcel Knapp         | GER  | 31,71 s | 33,15 s | 1:04,86 min |
| 08    | Christoph Schranz    | AUT  | 31,34 s | 33,58 s | 1:04,92 min |
| 09    | Šimon Vojta          | CZE  | 31,30 s | 33,73 s | 1:05,03 min |
| 10    | Leonard Thielmann    | GER  | 31,40 s | 33,84 s | 1:05,24 min |

Datum: 29. Juli 2012

Startzeit: 10:00 Uhr / 12:30 Uhr

Start: 521 m, Ziel: 426 m

Streckenlänge: 508 m, Höhenunterschied: 95 m

Tore/Richtungsänderungen 1. Lauf: 19/17

Tore/Richtungsänderungen 2. Lauf: 18/17

Wetter: leicht bewölkt

Temperatur: 14 °C

Gewertet: 29 von 30 Läufern

### Super-G
| Platz | Name                 | Land | Zeit    |
| ----- | -------------------- | ---- | ------- |
| 01    | Sascha Posch         | AUT  | 28,82 s |
| 02    | Hannes Angerer       | AUT  | 29,40 s |
| 03    | Seyed Morteza Jafari | IRN  | 29,56 s |
| 04    | Andreas Guttmann     | AUT  | 29,74 s |
| 05    | Šimon Vojta          | CZE  | 29,97 s |
| 05    | Leonard Thielmann    | GER  | 29,97 s |
| 07    | Marco Schürch        | SUI  | 30,33 s |
| 08    | Mahdi Sologhani      | IRN  | 30,38 s |
| 09    | Tomáš Soltík         | CZE  | 30,44 s |
| 10    | Moritz Herzig        | GER  | 30,48 s |

Datum: 26. Juli 2012

Startzeit: 15:30 Uhr

Start: 521 m, Ziel: 426 m

Streckenlänge: 508 m, Höhenunterschied: 95 m

Tore/Richtungsänderungen: 15/13

Wetter: sonnig

Temperatur: 29 °C

Gewertet: 26 von 30 Läufern

### Super-Kombination
| Platz | Name                 | Land | Zeit SG | Zeit SL | Gesamt  |
| ----- | -------------------- | ---- | ------- | ------- | ------- |
| 01    | Hannes Angerer       | AUT  | 29,92 s | 24,14 s | 54,06 s |
| 02    | Seyed Morteza Jafari | IRN  | 29,71 s | 24,53 s | 54,24 s |
| 03    | Sascha Posch         | AUT  | 29,46 s | 24,95 s | 54,41 s |
| 04    | Mahdi Sologhani      | IRN  | 30,32 s | 25,32 s | 55,64 s |
| 05    | Matteo Battocchi     | ITA  | 30,75 s | 25,33 s | 56,08 s |
| 06    | Marcel Knapp         | GER  | 31,26 s | 25,46 s | 56,72 s |
| 07    | Tomáš Soltík         | CZE  | 31,26 s | 25,53 s | 56,79 s |
| 08    | David Toman          | CZE  | 31,09 s | 25,78 s | 56,87 s |
| 09    | Václav Jerošek       | CZE  | 31,53 s | 25,35 s | 56,88 s |
| 10    | Šimon Vojta          | CZE  | 31,28 s | 25,77 s | 57,05 s |

Datum: 27. Juli 2012

Startzeit: 10:30 Uhr / 15:00 Uhr

Start: 521 m, Ziel: 426 m

Streckenlänge: 508 m, Höhenunterschied: 95 m

Tore/Richtungsänderungen 1. Lauf: 15/13

Tore/Richtungsänderungen 2. Lauf: 28/26

Wetter: sonnig

Temperatur: 31 °C

Gewertet: 25 von 30 Läufern

## Ergebnisse Damen

### Slalom
| Platz | Name               | Land | Zeit 1. | Zeit 2. | Gesamt      |
| ----- | ------------------ | ---- | ------- | ------- | ----------- |
| 01    | Lisa Wusits        | AUT  | 30,00 s | 27,89 s | 57,89 s     |
| 02    | Daniela Krückel    | AUT  | 31,09 s | 28,61 s | 59,70 s     |
| 03    | Adéla Kettnerová   | CZE  | 30,91 s | 28,91 s | 59,82 s     |
| 04    | Magdaléna Kotyzová | CZE  | 31,20 s | 29,27 s | 1:00,47 min |
| 05    | Kristin Hetfleisch | AUT  | 31,97 s | 29,09 s | 1:01,06 min |
| 06    | Dominika Dudíková  | CZE  | 32,46 s | 30,54 s | 1:03,00 min |
| 07    | Denise Blöchlinger | SUI  | 33,81 s | 29,79 s | 1:03,60 min |
| 08    | Irina Ernst        | SUI  | 34,30 s | 31,08 s | 1:05,38 min |
| 09    | Lisa Schischkowski | GER  | 35,07 s | 32,46 s | 1:07,53 min |
| 10    | Jasmin Huber       | GER  | 40,24 s | 29,78 s | 1:10,02 min |

Datum: 28. Juli 2012

Startzeit: 12:00 Uhr / 15:30 Uhr

Start: 513 m, Ziel: 435 m

Streckenlänge: 411 m, Höhenunterschied: 78 m

Tore/Richtungsänderungen 1. Lauf: 29/28

Tore/Richtungsänderungen 2. Lauf: 29/29

Wetter: bewölkt

Temperatur: 20 °C

Gewertet: 13 von 16 Läuferinnen

### Riesenslalom
| Platz | Name               | Land | Zeit 1. | Zeit 2. | Gesamt      |
| ----- | ------------------ | ---- | ------- | ------- | ----------- |
| 01    | Linda Göldner      | GER  | 33,14 s | 35,03 s | 1:08,17 min |
| 02    | Daniela Krückel    | AUT  | 33,54 s | 34,92 s | 1:08,46 min |
| 03    | Lisa Wusits        | AUT  | 33,83 s | 35,31 s | 1:09,14 min |
| 04    | Adéla Kettnerová   | CZE  | 33,79 s | 35,62 s | 1:09,41 min |
| 05    | Petra Ivánková     | CZE  | 34,33 s | 35,38 s | 1:09,71 min |
| 06    | Kristin Hetfleisch | AUT  | 34,31 s | 35,77 s | 1:10,08 min |
| 07    | Jasmin Huber       | GER  | 34,90 s | 36,14 s | 1:11,04 min |
| 08    | Magdaléna Kotyzová | CZE  | 34,87 s | 36,18 s | 1:11,05 min |
| 09    | Irina Ernst        | SUI  | 34,92 s | 37,10 s | 1:12,02 min |
| 10    | Shiori Obatake     | JPN  | 35,45 s | 36,77 s | 1:12,22 min |

Datum: 29. Juli 2012

Startzeit: 10:00 Uhr / 12:30 Uhr

Start: 521 m, Ziel: 426 m

Streckenlänge: 508 m, Höhenunterschied: 95 m

Tore/Richtungsänderungen 1. Lauf: 19/17

Tore/Richtungsänderungen 2. Lauf: 18/17

Wetter: leicht bewölkt

Temperatur: 14 °C

Gewertet: 15 von 16 Läuferinnen

### Super-G
| Platz | Name               | Land | Zeit    |
| ----- | ------------------ | ---- | ------- |
| 01    | Adéla Kettnerová   | CZE  | 31,47 s |
| 02    | Linda Göldner      | GER  | 31,60 s |
| 03    | Petra Ivánková     | CZE  | 32,08 s |
| 04    | Magdaléna Kotyzová | CZE  | 32,51 s |
| 05    | Lisa Wusits        | AUT  | 32,70 s |
| 06    | Kristin Hetfleisch | AUT  | 32,72 s |
| 07    | Daniela Krückel    | AUT  | 33,11 s |
| 08    | Irina Ernst        | SUI  | 33,43 s |
| 09    | Jasmin Huber       | GER  | 33,52 s |
| 10    | Shiori Obatake     | JPN  | 33,64 s |

Datum: 26. Juli 2012

Startzeit: 15:30 Uhr

Start: 521 m, Ziel: 426 m

Streckenlänge: 508 m, Höhenunterschied: 95 m

Tore/Richtungsänderungen: 15/13

Wetter: sonnig

Temperatur: 29 °C

Gewertet: 15 von 16 Läuferinnen

### Super-Kombination
| Platz | Name               | Land | Zeit SG | Zeit SL | Gesamt      |
| ----- | ------------------ | ---- | ------- | ------- | ----------- |
| 01    | Adéla Kettnerová   | CZE  | 32,83 s | 27,55 s | 1:00,38 min |
| 02    | Linda Göldner      | GER  | 32,31 s | 28,14 s | 1:00,45 min |
| 03    | Petra Ivánková     | CZE  | 33,20 s | 27,33 s | 1:00,53 min |
| 04    | Daniela Krückel    | AUT  | 33,93 s | 27,18 s | 1:01,11 min |
| 05    | Lisa Wusits        | AUT  | 33,64 s | 27,53 s | 1:01,17 min |
| 06    | Magdaléna Kotyzová | CZE  | 33,90 s | 27,99 s | 1:01,89 min |
| 07    | Kristin Hetfleisch | AUT  | 34,21 s | 27,72 s | 1:01,93 min |
| 08    | Jasmin Huber       | GER  | 34,23 s | 27,98 s | 1:02,21 min |
| 09    | Irina Ernst        | SUI  | 34,12 s | 30,23 s | 1:04,35 min |
| 10    | Denise Blöchlinger | SUI  | 36,87 s | 29,09 s | 1:05,96 min |

Datum: 27. Juli 2012

Startzeit: 10:30 Uhr / 15:00 Uhr

Start: 521 m, Ziel: 426 m

Streckenlänge: 508 m, Höhenunterschied: 95 m

Tore/Richtungsänderungen 1. Lauf: 15/13

Tore/Richtungsänderungen 2. Lauf: 28/26

Wetter: sonnig

Temperatur: 31 °C

Gewertet: 13 von 16 Läuferinnen